# Na Děkance
Na Děkance byl název nouzové kolonie na Pankrácké pláni v Praze, mezi ulicemi Na Pankráci, Na Strži, Milevská, Pujmanové, U Děkanky, Na Hřebenech II. a Hvězdovy. Vznikla ve 20. letech 20. století a zanikla po roce 1962 při nové výstavbě v lokalitě, včetně nejvyšší pražské budovy City Tower a obchodního centra Arkády Pankrác na nuselském katastru.

## Historie

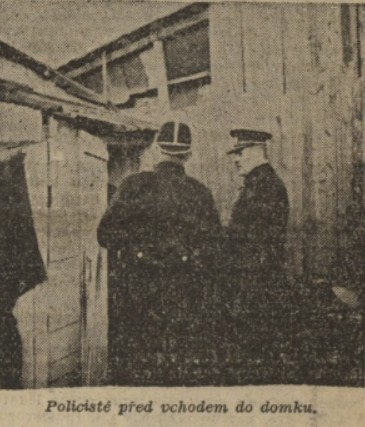
Vyšetřování vraždy v kolonii Na Děkance (1934)

Místní označení lokality se odvozuje od vinice děkana vyšehradské kapituly, která se na místě dříve nacházela. Kolonie vznikla na pozemcích, které byly oficiálně pronajímány pro stavbu zahradních altánů. Kolonisté zde ale začali na stísněném prostoru stavět primitivní domky, v kolonii se bydlelo i ve dvou vyřazených železničních vagonech. Nedostatek místa způsobil, že podoba kolonie se až do demolice zásadně nezměnila.
Počátkem roku 1934 vzbudila kolonie pozornost bulvárního tisku, protože se zde odehrála vražda sedmdesátileté ženy.
Kolonie měla dobré dopravní spojení s centrem hlavního města trolejbusovou linkou č. 55, vyšehradským tunelem až na  Václavské náměstí.
Kolonie byla zdemolována po roce 1962 (podle některých zdrojů v roce 1963) v souvislosti se stavbou metra a rozsáhlou výstavbou v oblasti. Dnes na území bývalé kolonie stojí mrakodrap City Tower, obchodní centrum Arkády Pankrác a také část Centrálního parku Pankrác.
Na katastru Nuslí připomínají název ulice Děkanská vinice I. a Děkanská vinice II. poblíž nuselských ulic Kischova a Dačického.

## Popis
Kolonie dosáhla největšího rozsahu asi 0,8 hektaru. Údaje o počtu obyvatel a domků se liší, kolonii ale tvořilo nejméně 60 nouzových staveb a podle zápisu zasedání rady a pléna NVP žilo v kolonii 312 obyvatel, v období před 2. světovou válkou byl počet nejspíš ještě vyšší. Domy byly stavěny na parcelách o rozměrech přibližně 10x13 metrů a obvykle se jednalo o malé jednopokojové dřevěné stavby. Kolonie nedisponovala občanskou vybaveností, kanalizací ani vodovodem. Pitná voda sem musela být dovážena, než zde byl kolem roku 1927 zřízen vodovodní stojan. Během Protektorátu byla kolonie připojena k elektrické síti. V té době tam byla také fotbalová hřiště klubů Viktoria Nusle (v místech dnešního sídliště Pankrác II. v ulici Děkanská vinice II) a Nuselský SK (v Runczikově ulici Na Strži). 
V padesátých letech 20. stol. k nim přibyl stadion Děkanka Spartaku Nusle (v ulici Na Hřebenech II.), kde se také konaly lehkoatletické soutěže a obvodní spartakiády (Prahy 14 v roce 1955 a obvodů Prahy 2, 14 a 15 roku 1960).
Nedaleko se nacházely dvě další, dnes zaniklé nouzové kolonie, U Družstva Klid (asi 200 metrů jihovýchodně) a Na Dlouhé cestě.